# Atlantic Rally for Cruisers

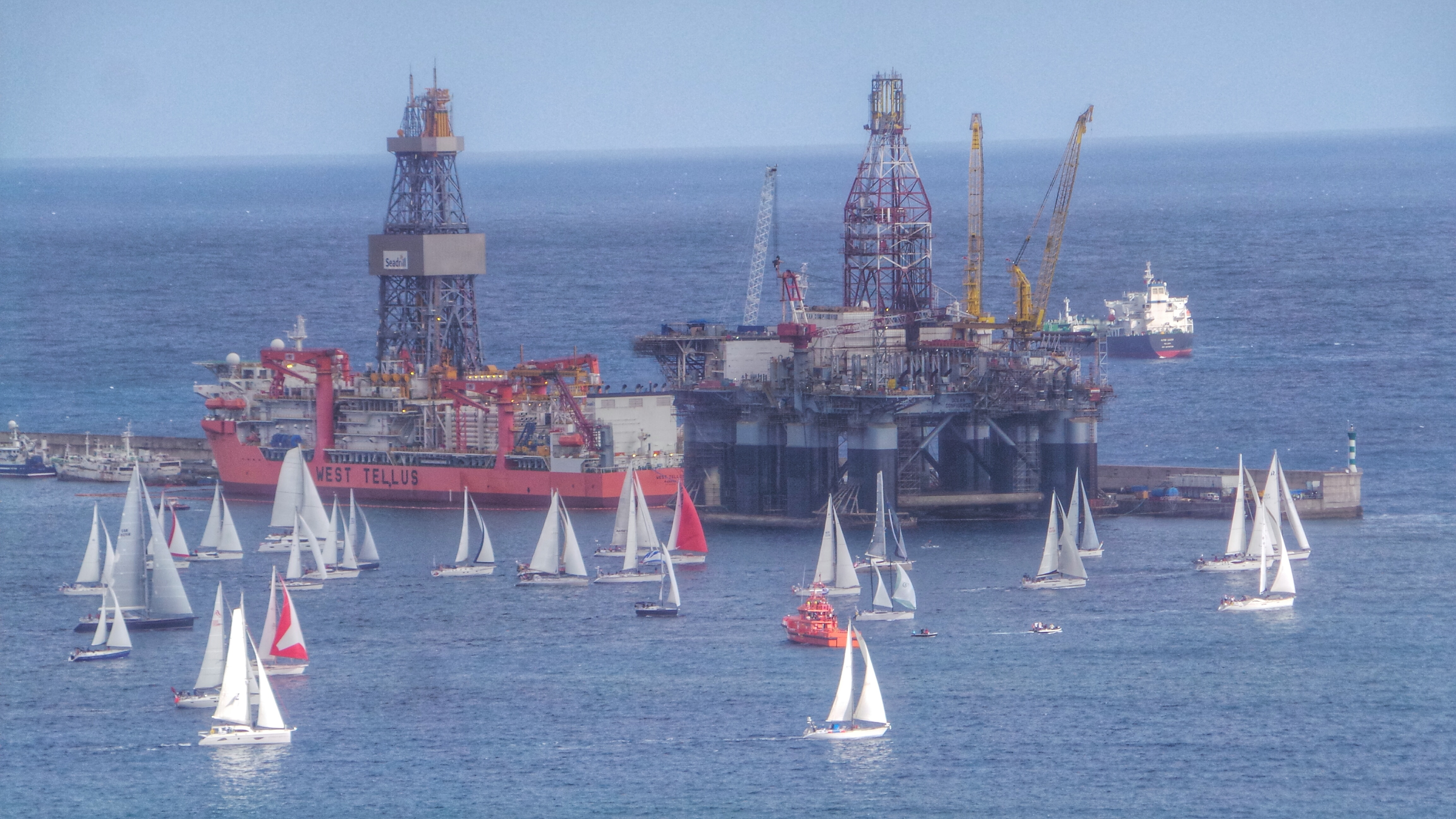
Start zur ARC 2014 in Las Palmas de Gran Canaria

Die Atlantic Rally for Cruisers (ARC) ist ein alljährlich stattfindender Wettbewerb für Fahrten- und Regattasegler. Ziel der ARC ist die Atlantiküberquerung mit dem Ausgangspunkt Las Palmas auf Gran Canaria und dem Zielhafen Rodney Bay auf St. Lucia.
Die ARC unterscheidet zwischen Fahrtenyachten (meist Amateure mit eigenen oder gecharterten Booten) und Regattayachten. Für die Gruppe der Fahrtenyachten bietet die ARC primär die Möglichkeit, den Atlantik in einer sicheren Gemeinschaft zu überqueren.
In der Regattagruppe steht hauptsächlich die Wettkampfeigenschaft im Vordergrund. Die Boote werden nach dem internationalen IRC-Rating bewertet, der die Segelleistungen der verschiedenen Yachten vergleichbar macht.
Für die ca. 2700 sm lange Strecke benötigen die Yachten je nach Bootsgröße und Windstärke zwischen 12 und 24 Tagen. Gesegelt wird auf der Barfußroute im Nordäquatorialstrom mit dem Nordostpassat. Die Rally startet mit Einsetzen des Passatwindes Ende November und endet vor Weihnachten in der Karibik.
Die Rally findet seit 1986 statt und zieht seitdem jährlich mehr als 200 teilnehmende Yachten an. Organisator der ARC ist der World Cruising Club in England, einem Teil der Yacht-Racing-Agentur Challenge des britischen Segelpioniers Sir Chay Blyth.